# Audrey
Audrey  è un nome proprio di persona inglese femminile.

## Varianti
- Femminili: Audrie[3], Audra[1][3], Audrea[1], Awdrey[3], Awdrie[3], Audrye[3]
  - Ipocoristici: Audie[1]

## Origine e diffusione

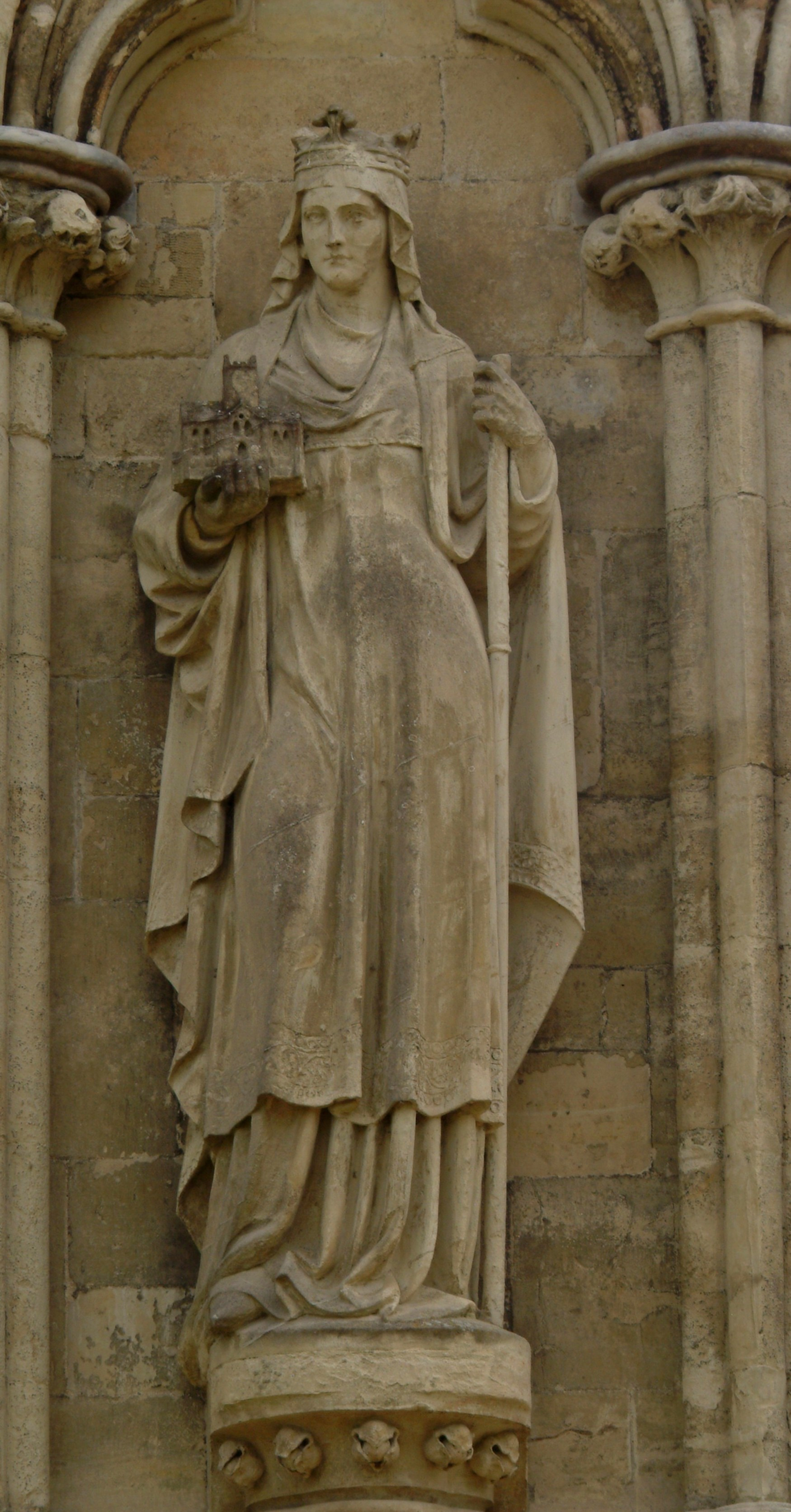
Una statua di sant'Eteldreda nella cattedrale di Salisbury

Si tratta di una contrazione medievale del nome Etheldreda (da non confondersi con Etelreda), una forma latinizzata dell'inglese antico Æðelðryð. Quest'ultimo è composto da æðele (o æðel, "nobile", da cui anche Ethel) e ðryð (þryð, "forza", "potenza", presente anche in Mildred ed Elfrida), e il suo significato può essere interpretato come "nobile forza". Cominciò ad essere usato indipendentemente da Etheldreda sin dal XV secolo, ma la sua diffusione calò nel corso del XVI, allorché cominciò ad essere considerato un nome volgare.
Il nome venne portato da una santa, Eteldreda di Ely, popolarmente chiamata saint Audrey, la quale, secondo la leggenda, morì di tumore alla gola come punizione per la sua passione giovanile per le collane vistose. Nel giorno di festa della santa, ad Ely, si teneva una fiera in cui venivano venduti nastri, cravatte e bigiotteria di scarso valore; dal nome della fiera (Saint Audrey), viene il vocabolo tawdry ("pacchiano", "economomico", "vistoso"), a cui il nome Audrey venne associato, subendo un ulteriore drastico calo di popolarità alla fine del Medioevo. Un altro colpo alla sua diffusione lo diede Shakespeare, che chiamò così una sgualdrinetta di campagna (ribattezzata in italiano "Aldrina") nella sua commedia Come vi piace. Nonostante ciò, il nome riuscì a sopravvivere fino al XIX secolo, quando venne riportato in voga. 
Va notato che la variante Audra coincide con un nome lituano che significa "tempesta".

## Onomastico
L'onomastico può essere festeggiato il 23 giugno in memoria di santa Eteldreda o Audrey, regina di Northumbria come moglie di Egfrido e poi badessa di Ely.

## Persone
- Audrey, cantante e attrice tedesca
- Audrey Alloh, atleta italiana
- Audrey Dalton, attrice irlandese
- Audrey Dana, attrice francese

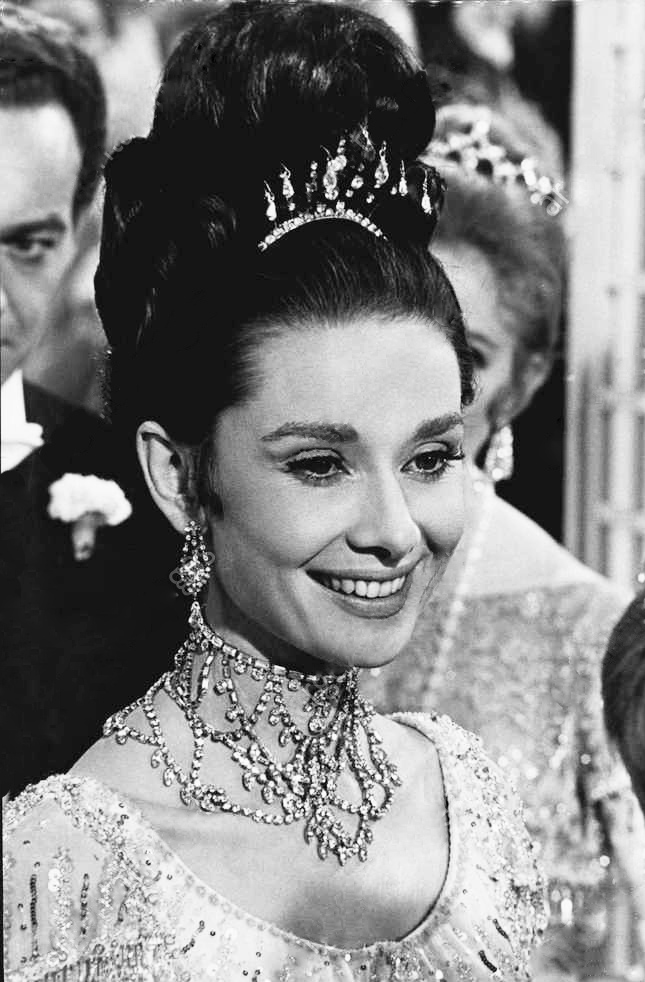
Audrey Hepburn

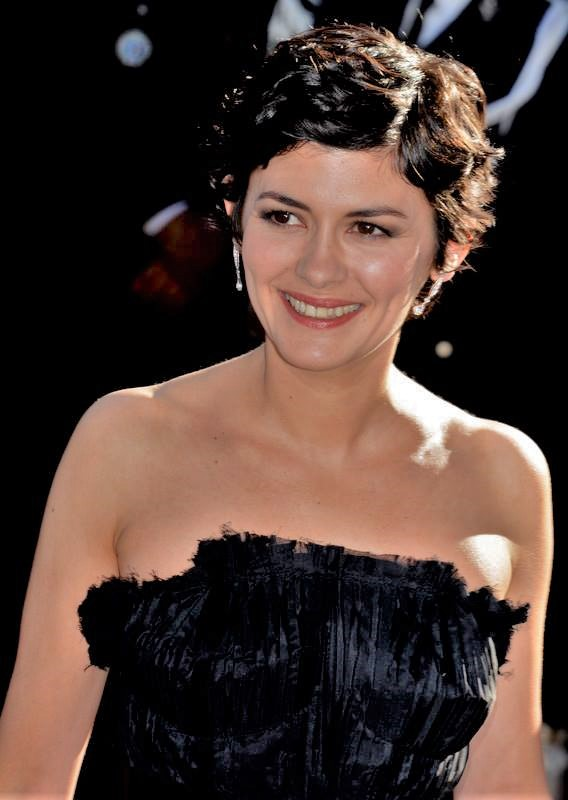
Audrey Tautou

- Audrey Diwan, sceneggiatrice, regista, scrittrice e giornalista francese
- Audrey Emery, ereditiera statunitense
- Audrey Fleurot, attrice francese
- Audrey Hepburn, attrice britannica
- Audrey Landers, attrice, cantante e produttrice televisiva statunitense
- Audrey Marnay, supermodella francese
- Audrey Meadows, attrice statunitense
- Audrey Mestre, apneista francese
- Audrey Niffenegger, scrittrice statunitense
- Audrey Sauret, cestista francese
- Audrey Tang, informatica e programmatrice taiwanese
- Audrey Tautou, attrice e modella francese
- Audrey Totter, attrice statunitense

### Variante Audra
- Audra Cohen, tennista statunitense
- Audra Keller, tennista statunitense
- Audra Lindley, attrice statunitense
- Audra McDonald, attrice e soprano statunitense

### Altre varianti
- Audre Lorde, poetessa e scrittrice statunitense

## Il nome nelle arti
- Audrey (in italiano Aldrina) è un personaggio della commedia di Shakespeare Come vi piace.
- Audrey è la protagonista nel musical di Broadway La piccola bottega degli orrori.
- Audrey è un personaggio del manga Claymore.
- Audrey Bourgeois è un personaggio della serie animata Miraculous - Le storie di Ladybug e Chat Noir.
- Audrey Horne è un personaggio della serie televisiva I segreti di Twin Peaks.
- Audrey Rocio Ramirez è un personaggio del film d'animazione del 2001 Atlantis - L'impero perduto.
- Audrey Rose è un personaggio del film omonimo del 1977, diretto da Robert Wise.
- Audrey (interpretata da Sarah Jeffery) è la figlia di Aurora nel film Descendants.
- Nella serie di videogiochi R-Type, Audrey è il nome con cui sono note alcune creature Bydo, i malvagi della saga. Sono femmine biomeccaniche che appaiono per l'esattezza in R-Type II e nel suo porting Super R-Type.
- Audrey Hall è un personaggio del romanzo Lord of the Mysteries.